# Federico Formento
Federico Nahuel Formento Soneira (Montevideo, 22 de octubre de 1997) es un actor uruguayo reconocido por su papel como Daniel Shaw Urioste en “La sociedad de la nieve” (2023)

## Biografía
Federico es parte de una familia con dos hermanos, una hermana y un hermano. Estudió en la Escuela Multidisciplinaria de Arte Dramático (EMAD), donde recibió formación en artes escénicas.

## Formación
En 2017, ingresó a la escuela de Teatro Circular de Montevideo, debutando a finales de ese año en la obra "Rococó Kitsch, el circo de la irreverencia”, escrita por Roberto Suárez.
En 2018, se unió a la Escuela Multidisciplinaria de Arte Dramático (EMAD) de Uruguay, siguiendo la carrera de actuación y graduándose en 2021 como actor. Durante sus estudios en la EMAD, participó en varias obras de teatro bajo la guía de diferentes profesores:
- 2018: Durante el primer semestre, participó en "Las mujeres sabias”, de Molière. En el segundo semestre, actuó en “Don Juan”, también de Molière, bajo la dirección del profesor Fernando Toja.
- 2019:En el tercer semestre, trabajó en "A buen fin no hay mal principio”, de William Shakespeare. En el cuarto semestre, formó parte de las obras “Antígona”, “Edipo Rey”, y “Edipo en Colono”, de Sófocles, dirigidas por el profesor Santiago Sanguinetti.
- 2020:En el quinto y sexto semestre, participó en "El Gorro de Cascabeles”, de Luigi Pirandello, dirigido por el profesor Levon.
- 2021: En el séptimo semestre, actuó en "Atentados", de Martín Crimp. Durante el octavo semestre, participó en “Pentimento”, una creación colectiva basada en el diario de Idea Vilariño, con la profesora Jimena Márquez.

## Trayectoria
En 2019, interpretó a Ale en la película “Bruselas”, dirigida por Tomás Vettorello. Al año siguiente, en 2020, actuó como el cliente Lennon en la película “Muerto con Gloria”, bajo la dirección de Los Modernos Film. Durante 2021 y 2022, interpretó a Daniel Shaw en La Sociedad de la Nieve, dirigida por J.A. Bayona.
En 2018, también participó en los cortometrajes "Chupín de Pescado” y “Kiwi”, ambos dirigidos por Tomás Vettorello. En 2019, trabajó en “Inmundo”, dirigido por Lacio Diani y producido por Inmundo Films, Argentina. Posteriormente, en 2020, apareció en “El Delfín”, dirigido por Manuela Roca. En 2021, actuó en “Altibajos”, dirigido por la Facultad de la Universidad de Montevideo.
En el ámbito de la publicidad, su experiencia incluye anuncios para "Gatorade” en 2015, para la Intendencia de Montevideo (IM) en 2017, para computadoras “Dell” en 2022, para baterías “Moura” en 2023, y para cerveza “Quilmes” en 2023.
En teatro, participó en la obra "Declaraciones de Invierno” en el Teatro Breve en 2022, dirigida por Josefina Trías.

## Filmografía
| Año       | Título                  | Papel          | Dirección        |
| --------- | ----------------------- | -------------- | ---------------- |
| 2019      | Bruselas                | Ale            | Tomás Vettorello |
| 2020      | Muerto con gloria       | Cliente Lennon | Modernos Film    |
| 2021-2022 | La sociedad de la nieve | Daniel Shaw    | J.A Bayona       |

| Año  | Título            | Dirección                 |
| ---- | ----------------- | ------------------------- |
| 2018 | Chupín de Pescado | Tomás Vettorello          |
| 2018 | Kiwi              | Tomás Vettorello          |
| 2019 | Inmundo           | Lacio Diani               |
| 2020 | El delfín         | Manuela Roca              |
| 2021 | Altibajos         | Universidad de Montevideo |

| Año  | Título                    | Dirección      |
| ---- | ------------------------- | -------------- |
| 2022 | Declaraciones de Invierno | Josefina Trías |